# Narelle Hill
Narelle Mary Hill (ur. 27 października 1969) – australijska judoczka. Olimpijka z Atlanty 1996, gdzie zajęła trzynaste miejsce w wadze lekkiej.
Uczestniczka mistrzostw świata w 1989, 1993 i 1995. Brązowa medalistka igrzysk Wspólnoty Narodów w 1990. Zdobyła sześć medali na mistrzostwach Oceanii w latach 1990 - 1996. Mistrzyni Australii w 1989, 1991, 1993, 1995 i 1996 roku.
Jej rodzeństwo to również judocy i olimpijczycy. Brat Tom Hill i siostra Jenny Hill brali udział w igrzyskach w Sydney 2000.

## Letnie Igrzyska Olimpijskie 1996
| Konkurencja | Eliminacje               | Repasaże                   | Klas. końcowa |
| Konkurencja | Przeciwnik I             | Przeciwnik I               | Miejsce       |
| ----------- | ------------------------ | -------------------------- | ------------- |
| 56 kg       | Isabel Fernández (ESP) P | Zülfiyyə Hüseynova (AZE) P | 13.           |